# Kejserliga japanska flottan
Kejserliga japanska flottan (japanska: 大日本帝國海軍 Dai-Nippon Teikoku Kaigun), var namnet på Japans flotta mellan 1869 och 1947.
För den japanska marinen som bildades efter andra världskriget: Japans maritima självförsvarsstyrkor.

## Kombinerade flottan
Kombinerade flottan var den största oceangående delen av kejserliga flottan. Före andra världskriget var den kombinerade flottan inte en stående styrka utan en tillfällig styrka som bildats under en konflikt eller under större militära manövrar från olika enheter normalt sett under separata kommandon i fredstid.